# Rophites leclercqi
Rophites leclercqi är en biart som beskrevs av Schwammberger 1971. Rophites leclercqi ingår i släktet blomdyrkarbin, och familjen vägbin. Inga underarter finns listade i Catalogue of Life.